# 愛亀
株式会社愛亀（あいき）は、愛媛県松山市南江戸に本社を置く建設会社。

## 概要
舗装工事を中心に建設資材の販売、管路メンテナンスや技術開発などを手がけている。
海外展開を行っており、これまでにアメリカ・イタリア・インド等で舗装を行っている。近年では愛媛県と友好関係にあるカンボジアにて、2014年度JICA中小企業支援事業案件化調査及び2015年度普及・実証・ビジネス化事業を実施。2015年にはカンボジアに現地法人を設立し、道路補修材などの生産・販売の他、幹線道路の改修・拡幅事業を行っている。

## 事業所
- 本社 - 愛媛県松山市南江戸2丁目660-1
- 愛亀事業本部 - 愛媛県伊予郡松前町大字北川原79-1
- 久万高原事務所 - 愛媛県上浮穴郡久万高原町入野1090-2
- 八幡浜事務所 - 愛媛県八幡浜市江戸岡１丁目5-8
- 愛南事務所 - 愛媛県南宇和郡愛南町御荘長洲1347-1
- 南予営業所 - 愛媛県八幡浜市江戸岡１丁目5-8
- 東予営業所 - 愛媛県新居浜市萩生41番地の1
- 香川営業所 - 香川県仲多度郡多度津町東港町11-1
- 松山アスファルトプラント - 愛媛県伊予郡松前町大字北川原79-１
- 美川アスファルトプラント - 愛媛県上浮穴郡久万高原町大川4378
- 大洲アスファルトプラント - 愛媛県大洲市平野町野田乙873
- 一本松アスファルトプラント - 愛媛県南宇和郡愛南町満倉2769

## 沿革
- 1957年4月 - 「金亀鋪装株式会社」設立。
- 1968年12月 - 南予道路株式会社（現：株式会社游亀）設立。
- 1969年
  - 2月 - 中予砕石株式会社（現：愛媛中予砕石株式会社）設立。
  - 9月 - 二神生コン株式会社（現：アイル株式会社）設立。
- 1970年5月 - 「金亀建設株式会社」に社名変更。
- 1986年4月 - 株式会社びるり設立。
- 1990年
  - 7月 - 愛亀産業株式会社設立。
  - 10月 - 株式会社トータス・グリーン設立。
- 2000年11月 - 有限会社あぐり設立。
- 2006年6月 - 加賀工業株式会社が愛亀グループに参加。
- 2008年4月 - 「株式会社愛亀」に社名変更。
- 2015年 - IKEE PAVING SYSTEMS設立（カンボジア）。
- 2017年 - IKEE BITUMEN CHEMICAL設立（カンボジア）。
- 2020年4月 - 新社屋落成。

## グループ会社
- 愛亀産業株式会社（不動産管理業）
- アイル株式会社（生コンの製造・販売・輸送）
- 有限会社あぐり（農業・有機リサイクル事業）
- 愛媛中予砕石株式会社（砕石製造・販売）
- 加賀工業株式会社（熱絶縁工事業）
- 株式会社 トータス・グリーン（建設資材リサイクル事業）
- 株式会社びるり（建築工事・リフォーム工事業）
- 株式会社游亀（造園工事・一般土木工事業）
- IKEE PAVING SYSTEMS（建設コンサルタント・各種工事施工、各種調査・試験、資材販売）
- IKEE BITUMEN CHEMICAL（アスファルト乳剤・エクセルパッチ製造・販売・輸出）